# Reionizzazione
Nella teoria cosmologica del Big Bang, la reionizzazione è intesa come il momento nel quale l'enorme massa di idrogeno neutro, che permeava l'universo primordiale nei suoi primi milioni di anni di vita, svanisce permettendo quindi alla luce di filtrare attraverso questa "nebbia" e che quindi ci permette di osservare i corpi celesti. Dato che la maggior parte della materia barionica è in forma di idrogeno, la reionizzazione è generalmente riferita alla reionizzazione dell'idrogeno gassoso. L'elio primordiale nell'universo sperimentò lo stesso processo, ma in un momento diverso della storia, di solito indicato come reionizzazione dell'elio.

## Le origini

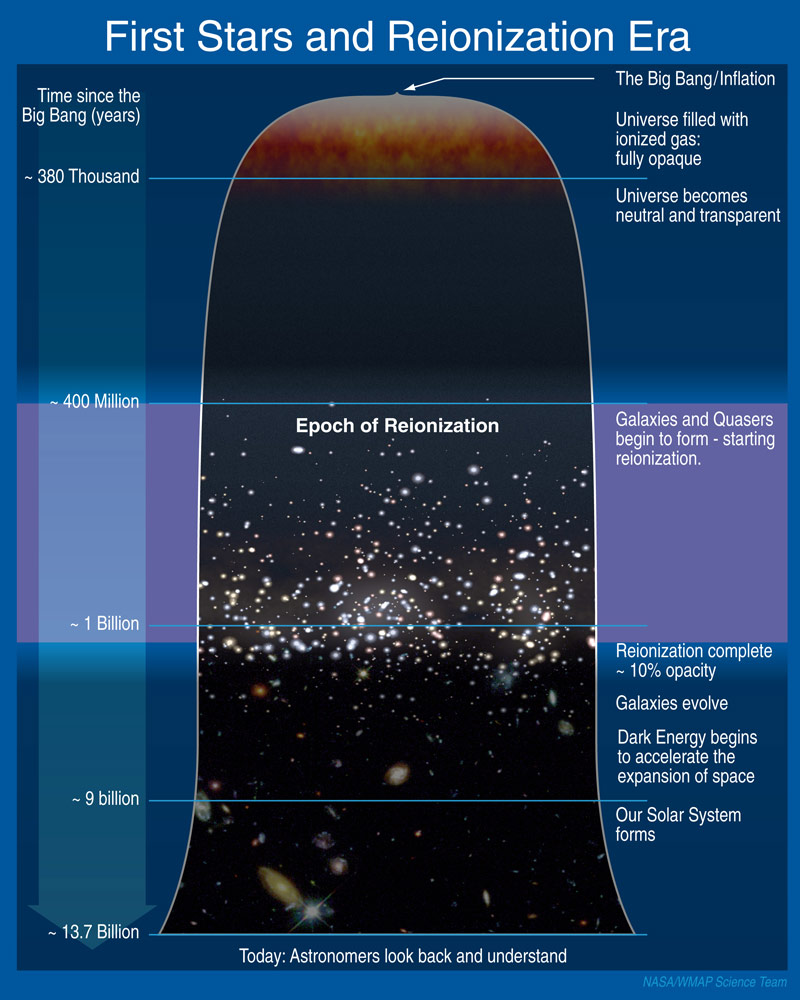
Sequenza temporale delle fasi dell'universo, nel quale è inserita la fase di reionizzazione.

La prima transizione di fase dell'idrogeno nell'universo primordiale fu la ricombinazione, che avvenne a redshift z = 1089 (379.000 anni dopo il Big Bang), a causa del raffreddamento dell'universo, al punto che il tasso di ricombinazione degli elettroni e dei protoni nel formare idrogeno neutro era più alto del tasso di reionizzazione. L'universo era opaco prima della ricombinazione, a causa dello scattering dei fotoni, ma divenne sempre più trasparente man mano che sempre più elettroni e protoni si univano per formare atomi neutri di idrogeno. Siccome gli elettroni dell'idrogeno neutro possono assorbire i fotoni di alcune lunghezze d'onda crescendo sino a raggiungere lo stato d'eccitazione, l'universo pieno di idrogeno neutro sarebbe rimasto relativamente opaco nelle lunghezze d'onda assorbite, ma trasparente su tutto il resto dello spettro. L'Età oscura dell'universo iniziò a questo punto, dato che non c'erano altre fonti di luce se non la radiazione cosmica di fondo in fase di redshift, e dato che a differenza dell'idrogeno odierno, l'idrogeno neutro assorbiva la luce.
La seconda transizione avvenne una volta che nell'universo primordiale iniziarono a condensarsi  oggetti abbastanza energetici da poter reionizzare l'idrogeno neutro. Nel momento in cui questi oggetti si formarono ed iniziarono ad irradiare energia, l'universo, da neutro, ritornò nello stato di plasma ionizzato. Ciò avvenne tra i 150 milioni ed il miliardo di anni dopo il Big Bang (a redshift 6 < z < 20). A quel punto tuttavia, la materia si era diffusa a causa dell'espansione dell'universo, e le interazioni di scattering fra fotoni ed elettroni erano decisamente meno frequenti rispetto al periodo precedente la ricombinazione. L’universo quindi tornò ad essere un ambiente quasi completamente ionizzato, ma essendo bassa la densità dell'idrogeno, rimase trasparente, come oggi.

## Metodi di osservazione
Guardare così indietro nella storia dell'universo presenta molte difficoltà. Tuttavia, esistono alcuni metodi osservativi attualmente utilizzabili per studiare la reionizzazione. 

### Quasar ed effetto Gunn-Peterson[2]
Uno dei metodi per studiare la reionizzazione è l'osservazione dello spettro dei quasar distanti. I quasar rilasciano uno straordinario quantitativo di energia, essendo tra gli oggetti celesti più luminosi dell'universo. Per questo i quasar sono rilevabili come oggetti presenti all'epoca della reionizzazione. Questi sembrano inoltre avere delle caratteristiche spettrali uniformi, indipendentemente dalla loro posizione nel cielo o dalla distanza dalla Terra. Quindi può essere ipotizzato che qualsiasi interferenza di rilievo fra gli spettri di diversi quasar può essere causata dall'interazione delle loro emissioni con atomi sulla loro linea visiva. Per lunghezze d'onda della luce corrispondenti alla serie di Lyman dell'idrogeno, la sezione d'urto è ampia. Ciò significa che anche per densità basse di idrogeno neutro presente nel mezzo intergalattico, l'assorbimento di queste lunghezze d'onda è molto alto.